# Heilklima
Mit dem Begriff Heilklima wird in Deutschland eine Form des Bioklimas bezeichnet, dessen Eigenheiten zur Heilung oder Linderung von Gesundheitsstörungen beitragen sollen. Für den Begriff Heilklima, basierend auf dem therapeutischen Einsatz des örtlichen Klimas, gibt es hinsichtlich der Begutachtung und wissenschaftlicher Auswertung noch erheblichen Klärungs- und Abstimmungsbedarf.
Physikalisch gesehen, handelt es sich um einen doppelten Begriff: Erstens um das Klima eines bestimmten Großraumes (des Kurortes), das erfahrungsgemäß heilende Wirkungen hat, und zweitens auch die klimatischen Gegebenheiten der ärztlichen Anwendungen (zum Beispiel Sonnenbad).
Das sogenannte „Heilklima“ ist gekennzeichnet durch positive Gegebenheiten und das Fehlen negativer Eigenschaften: Nach Walther Amelung (deutscher Arzt und Fachmann für Bioklimatologie und Balneologie) umfasst das Wort „Heilklima“ auch seelische Momente, wie etwa den „Zauber“ der Heilquellen oder des Kurortes, die Befreiung von Berufs- und Heimatmilieu, von der plagenden Pflicht und der Langeweile des Alltags und seinen Normen sowie die so ungemein erfrischenden und euphorisierenden Einflüsse der lustbetonten Landschaft mit immer neuen Eindrücken neben gesellschaftlichen Freuden, die andere Lebenshaltung usw. Amelung fand nicht uninteressant, dass viele Kurgäste möglichst „salopp“ sich kleiden und so äußerlich schon die „Ferien vom Ich“ demonstrieren. Amelung rechnet rein beruflich zugeschnittenen Kurheimen nur beschränkten Erholungswert zu, weil dort „Fachsimpeln, Rangordnung und Berufssorgen nie verschwinden können“.
Der Begriff Heilklima wird insbesondere im Zusammenhang mit der Beschreibung und Vermarktung von Kurorten, die Klimatherapien anbieten und als Heilklimatischer Kurort anerkannt sind, sowie im Heilklimapark Hochtaunus verwendet.